# Eleições estaduais no Rio de Janeiro em 1947
As eleições estaduais no Rio de Janeiro em 1947 ocorreram em 19 de janeiro como parte das eleições gerais no Distrito Federal, em 20 estados e nos territórios federais do Amapá, Rondônia e Roraima. Ao final do pleito o governador Edmundo Macedo Soares foi eleito com a maior votação proporcional da história do país. Também foram eleitos nesse dia o vice-governador João Guimarães e o senador Sá Tinoco, além de 54 deputados estaduais.
Nascido na cidade do Rio de Janeiro, o engenheiro Macedo Soares descende de uma família de políticos, dentre eles José Carlos Macedo Soares, antecessor de Ademar de Barros no governo paulista. O novo mandatário fluminense foi aluno do Colégio Militar do Rio de Janeiro e da Escola Militar do Realengo, onde também foi professor. Ao participar da Revolta dos 18 do Forte de Copacabana, marco inicial do Tenentismo, foi preso e a seguir fugiu à Europa cursando Metalurgia em Paris com estágios na França e Itália retornando ao Brasil após a Revolução de 1930 tomando assento na Comissão Nacional de Siderurgia. Auxiliar de ensino na Escola Técnica do Exército, foi chefe de gabinete do Ministério da Justiça quando a pasta era comandada seu primo, José Carlos Macedo Soares. Em 9 de abril de 1941 foi criada a Companhia Siderúrgica Nacional e nela Edmundo Macedo Soares foi nomeado diretor-executivo e com a posse do presidente Eurico Gaspar Dutra em 31 de janeiro de 1946, assumiu o Ministério de Viação e Obras Públicas, de onde saiu para disputar o Palácio do Ingá via PSD, sendo eleito governador do Rio de Janeiro em 1947. Em segundo ficou Artur Lontra Costa, advogado campista.
Foi eleito também o vice-governador João Guimarães que, nascido em Campos dos Goytacazes, foi promotor de justiça na referida cidade onde foi eleito vereador duas vezes. Durante a República Velha foi eleito deputado estadual e deputado federal atuando na elaboração da Constituição de 1934. Embora pertencesse à mesma agremiação do governador eleito, a disputa pela vice-governadoria foi realizada mediante uma sublegenda, pois seu adversário também militava num partido alinhado a Edmundo Macedo Soares.
O êxito do PSD foi completado com a eleição de Sá Tinoco para senador. Agropecuarista e comerciante nascido em Itaperuna, fundou a Sociedade Rural e a Cooperativa Agrícola naquela cidade, bem como a Associação Comercial de Itaperuna sendo este o seu primeiro mandato político.

## Resultado da eleição para governador
Foram apurados 261.061 votos nominais (93,11%), 15.119 votos em branco (5,39%) e 4.204 votos nulos (1,50%), resultando no comparecimento de 280.384 eleitores.
| Candidatos a governador do estado | Candidatos a vice-governador | Número | Coligação                           | Votação | Percentual |
| --------------------------------- | ---------------------------- | ------ | ----------------------------------- | ------- | ---------- |
| Edmundo Macedo Soares PSD         | Ver abaixo -                 | -      | Nome não disponível (PSD, PTB, UDN) | 250.350 | 95,90%     |
| Artur Lontra Costa ED             | Não havia -                  | -      | ED (sem coligação)                  | 9.163   | 3,51%      |
| João de Macedo Pereira PSP        | Não havia -                  | -      | PSP (sem coligação)                 | 1.548   | 0,59%      |
| Fontes:                           |                              |        |                                     |         |            |

## Resultado da eleição para vice-governador
Foram apurados 265.657 votos nominais, não havendo informações sobre os votos em branco e nulos.
| Candidatos a governador do estado | Candidatos a vice-governador | Número | Coligação                           | Votação | Percentual |
| --------------------------------- | ---------------------------- | ------ | ----------------------------------- | ------- | ---------- |
| Ver acima -                       | João Guimarães PSD           | -      | Nome não disponível (PSD, PTB, UDN) | 191.896 | 72,23%     |
| Ver acima -                       | Abelardo Mata PTB            | -      | Nome não disponível (PSD, PTB, UDN) | 73.761  | 27,77%     |
| Fontes:                           |                              |        |                                     |         |            |

## Resultado da eleição para senador
Foram apurados 263.781 votos nominais (90,84%), 25.140 votos em branco (8,66%) e 1.463 votos nulos (0,50%), resultando no comparecimento de 290.384 eleitores.
| Candidatos a senador da República | Candidatos a suplente de senador | Número | Coligação           | Votação | Percentual |
| --------------------------------- | -------------------------------- | ------ | ------------------- | ------- | ---------- |
| Sá Tinoco PSD                     | Ver abaixo -                     | -      | PSD (sem coligação) | 119.030 | 45,12%     |
| Galdino do Vale UDN               | Ver abaixo -                     | -      | UDN (sem coligação) | 95.211  | 36,09%     |
| Tarcísio Miranda PTB              | Ver abaixo -                     | -      | PTB (sem coligação) | 47.206  | 17,90%     |
| Oscar Przewodowski                | Ver abaixo -                     | -      | -                   | 1.471   | 0,56%      |
| Artur Vítor                       | Ver abaixo -                     | -      | -                   | 863     | 0,33%      |
| Fontes:                           |                                  |        |                     |         |            |

## Resultado da eleição para suplente de senador
Foram apurados 248.541 votos nominais (77,58%), 27.000 votos em branco (8,43%) e 44.823 votos nulos (13,99%), resultando no comparecimento de 320.364 eleitores.
| Candidatos a senador da República | Candidatos a suplente de senador | Número | Coligação           | Votação | Percentual |
| --------------------------------- | -------------------------------- | ------ | ------------------- | ------- | ---------- |
| Ver acima -                       | Mário Sales PSD                  | -      | PSD (sem coligação) | 84.247  | 33,90%     |
| Ver acima -                       | Paulo Bruno Brito de Araújo UDN  | -      | UDN (sem coligação) | 83.923  | 33,77%     |
| Ver acima -                       | Alcides Carlos Maciel PTB        | -      | PTB (sem coligação) | 43.156  | 17,36%     |
| Ver acima -                       | Bartolomeu Lisandro Albernaz     | -      | -                   | 34.948  | 14,06%     |
| Ver acima -                       | Gualter Chaves Ribeiro           | -      | -                   | 1.446   | 0,58%      |
| Ver acima -                       | João de Aguiar dos Santos        | -      | -                   | 819     | 0,33%      |
| Ver acima -                       | Benedito Peixoto Ribeiro         | -      | -                   | 1       | zero       |
| Ver acima -                       | Nogueira da Gama                 | -      | -                   | 1       | zero       |
| Ver acima -                       | José Henrique Sayão Alves Branco | -      | -                   | zero    | zero       |
| Fontes:                           |                                  |        |                     |         |            |

## Deputados estaduais eleitos
Foram eleitos cinquenta e quatro deputados estaduais para a Assembleia Legislativa do Rio de Janeiro.

Representação eleita
  PSD: 24
  UDN: 15
  PTB: 8
  PCB: 6
  PRP: 1

FonteːTSE
| Deputados estaduais eleitos            | Partido | Votação | Percentual | Cidade onde nasceu      | Unidade federativa |
| Hélio de Macedo Soares                 | PSD     | 4.918   |            | Rio de Janeiro          | Rio de Janeiro     |
| Álvaro de Oliveira                     | UDN     | 3.893   |            |                         |                    |
| Rubens Tinoco Ferraz                   | PSD     | 3.409   |            |                         |                    |
| Mário Guimarães                        | UDN     | 3.346   |            |                         |                    |
| Osvaldo Fonseca                        | PSD     | 3.317   |            | Valença                 | Rio de Janeiro     |
| Mário Fonseca                          | PTB     | 3.121   |            |                         |                    |
| Vasconcelos Torres                     | PSD     | 3.084   |            | Campos dos Goytacazes   | Rio de Janeiro     |
| Hamilton Xavier                        | PSD     | 2.989   |            | Niterói                 | Rio de Janeiro     |
| Raimundo da Fonseca Dória              | PSD     | 2.966   |            |                         |                    |
| Mário Alvísio Cardoso de Miranda       | PSD     | 2.964   |            |                         |                    |
| Arlindo Rodrigues                      | PTB     | 2.833   |            |                         |                    |
| Tenório Cavalcanti                     | UDN     | 2.809   |            | Palmeira dos Índios     | Alagoas            |
| Salim Simão                            | PSD     | 2.786   |            |                         |                    |
| Antônio Dias Rosa                      | PSD     | 2.608   |            |                         |                    |
| Moacir Azevedo                         | PSD     | 2.588   |            | Cambuci                 | Rio de Janeiro     |
| Lucas de Andrade Figueira              | PTB     | 2.542   |            |                         |                    |
| Domingos Guimarães                     | PTB     | 2.514   |            |                         |                    |
| João Joaquim de Carvalho Vasconcelos   | UDN     | 2.493   |            |                         |                    |
| Pascoal Elídio Danielli                | PCB     | 2.465   |            |                         |                    |
| Antônio Francisco da Silva Leal Júnior | PSD     | 2.461   |            |                         |                    |
| José Manhães                           | PSD     | 2.451   |            |                         |                    |
| Teodoro Gouveia de Abreu               | PSD     | 2.417   |            |                         |                    |
| José de Oliveira Borges                | PSD     | 2.413   |            |                         |                    |
| Lincoln Cordeiro Oeste                 | PCB     | 2.379   |            |                         |                    |
| Afonso Celso                           | PSD     | 2.329   |            | Campos dos Goytacazes   | Rio de Janeiro     |
| Moacir de Paula Lobo                   | PSD     | 2.253   |            |                         |                    |
| Raul Abott Escobar                     | PSD     | 2.227   |            |                         |                    |
| Togo de Barros                         | PSD     | 2.220   |            | Campos dos Goytacazes   | Rio de Janeiro     |
| Saramago Pinheiro                      | UDN     | 2.190   |            | Niterói                 | Rio de Janeiro     |
| Jorge Nunes Machado                    | UDN     | 2.190   |            |                         |                    |
| Sebastião Fausto Barreira de Faria     | UDN     | 2.188   |            |                         |                    |
| Arino de Sousa Matos                   | PSD     | 2.167   |            |                         |                    |
| Hipólito da Silva Porto                | PTB     | 2.129   |            |                         |                    |
| Valquírio de Freitas                   | PCB     | 2.124   |            |                         |                    |
| Agenor Barcelos Feio                   | PSD     | 2.114   |            |                         |                    |
| Dante Laginestra                       | PSD     | 2.109   |            |                         |                    |
| Humberto Teixeira de Morais            | UDN     | 2.108   |            |                         |                    |
| José Luís Ertal                        | UDN     | 2.100   |            |                         |                    |
| Teotônio Araújo                        | UDN     | 2.084   |            | Campos dos Goytacazes   | Rio de Janeiro     |
| Onofre Infante Vieira                  | PSD     | 2.046   |            |                         |                    |
| Nelson Pereira Rebel                   | PSD     | 1.992   |            |                         |                    |
| José Brigagão                          | PCB     | 1.965   |            |                         |                    |
| Josias Ludolf Reis                     | PCB     | 1.859   |            |                         |                    |
| Humberto Bruno Martino                 | PSD     | 1.858   |            |                         |                    |
| Manuel Francisco Bernardes Neto        | UDN     | 1.857   |            |                         |                    |
| Celso Paulo Fernandes Torres           | PCB     | 1.831   |            |                         |                    |
| Amilcar Rodrigues Perlingeiro          | UDN     | 1.769   |            |                         |                    |
| Jerônimo Afonso Viana Dias             | UDN     | 1.616   |            |                         |                    |
| Macário de Lemos Picanço               | UDN     | 1.607   |            |                         |                    |
| Alberto Torres                         | UDN     | 1.549   |            | Niterói                 | Rio de Janeiro     |
| Jaime Ponce de Leon                    | PTB     | 1.513   |            |                         |                    |
| Oscar Pereira da Fonseca               | PTB     | 1.506   |            |                         |                    |
| Roberto Silveira                       | PTB     | 1.502   |            | Bom Jesus do Itabapoana | Rio de Janeiro     |
| José Agostinho de Lara Vilela          | PRP     | 1.061   |            |                         |                    |
| Fontes:                                |         |         |            |                         |                    |

## Eleições municipais
Em 28 de setembro de 1947 foram realizadas eleições municipais no Rio de Janeiro.